# Ordres de grandeur de longueur
Pour un article plus général, voir ordre de grandeur.

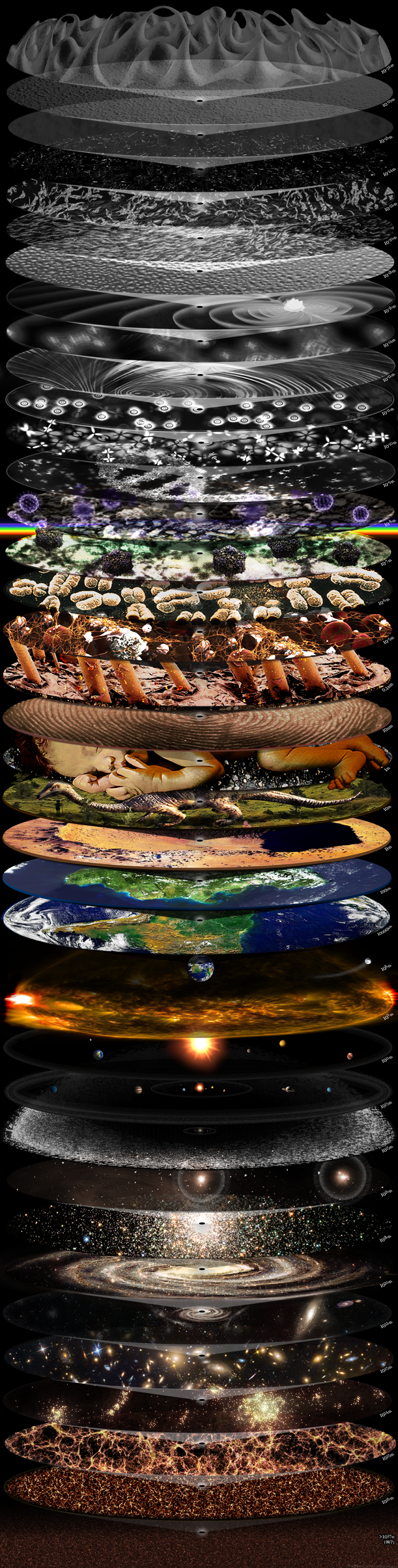
Des objets de tailles relevant de différents ordres de grandeur.

Cet article liste les ordres de grandeur de longueur que l'on retrouve dans la nature.
Il illustre certaines de ces grandeurs par un exemple qui permet au lecteur de visualiser la dimension présentée.
| 10n   | Nom préfixé    | Symbole | Nombre en français | Valeur en mètres                          |
| ----- | -------------- | ------- | ------------------ | ----------------------------------------- |
| 10−30 | quectomètre    | qm      | quintillionième    | 0,000 000 000 000 000 000 000 000 000 001 |
| 10−27 | rontomètre     | rm      | quadrilliardième   | 0,000 000 000 000 000 000 000 000 001     |
| 10−24 | yoctomètre     | ym      | quadrillionième    | 0,000 000 000 000 000 000 000 001         |
| 10−21 | zeptomètre     | zm      | trilliardième      | 0,000 000 000 000 000 000 001             |
| 10−18 | attomètre      | am      | trillionième       | 0,000 000 000 000 000 001                 |
| 10−15 | femtomètre     | fm      | billiardième       | 0,000 000 000 000 001                     |
| 10−12 | picomètre      | pm      | billionième        | 0,000 000 000 001                         |
| 10−9  | nanomètre      | nm      | milliardième       | 0,000 000 001                             |
| 10−6  | micromètre     | µm      | millionième        | 0,000 001                                 |
| 10−4  | décimillimètre | dmm     | dix millième       | 0,0001                                    |
| 10−3  | millimètre     | mm      | millième           | 0,001                                     |
| 10−2  | centimètre     | cm      | centième           | 0,01                                      |
| 10−1  | décimètre      | dm      | dixième            | 0,1                                       |
| 100   | mètre          | m       | un                 | 1                                         |
| 101   | décamètre      | dam     | dix                | 10                                        |
| 102   | hectomètre     | hm      | cent               | 100                                       |
| 103   | kilomètre      | km      | mille              | 1 000                                     |
| 104   | myriamètre     | mam     | dix mille          | 10 000                                    |
| 106   | mégamètre      | Mm      | million            | 1 000 000                                 |
| 109   | gigamètre      | Gm      | milliard           | 1 000 000 000                             |
| 1012  | téramètre      | Tm      | billion            | 1 000 000 000 000                         |
| 1015  | pétamètre      | Pm      | billiard           | 1 000 000 000 000 000                     |
| 1018  | examètre       | Em      | trillion           | 1 000 000 000 000 000 000                 |
| 1021  | zettamètre     | Zm      | trilliard          | 1 000 000 000 000 000 000 000             |
| 1024  | yottamètre     | Ym      | quadrillion        | 1 000 000 000 000 000 000 000 000         |
| 1027  | ronnamètre     | Rm      | quadrilliard       | 1 000 000 000 000 000 000 000 000 000     |
| 1030  | quettamètre    | Qm      | quintillion        | 1 000 000 000 000 000 000 000 000 000 000 |

## Ordres de grandeur

### Taille subatomique
Ordre de grandeur des particules et des atomes (tailles inférieures à 1 nm, soit 10–9 m) :
- 1,616 255(18) × 10−35 m : longueur de Planck[1] ;
- < 10-18 m : taille d'un quark ;
- 10-15 m = 1 fm : 1 femtomètre, ou 1 fermi en l'honneur du physicien Enrico Fermi. C'est la taille approximative d'une particule atomique :  nucléon (proton, neutron) ou électron. Les dernières mesures du rayon de charge du proton donnent[2] un rayon de 0,841 4(19) × 10−15 m. Les scientifiques s'accordent à dire que l'électron étant une particule ponctuelle, celui-ci n'a pas de rayon[3] (expérimentalement inférieur à 10−22 m[4]). Le femtomètre est aussi la longueur d'onde de rayons γ de très haute énergie, la longueur d'onde de Compton des particules Tau et la portée de l'interaction forte ;
- 10-14 m : taille approximative du noyau d'un atome, portée de la force nucléaire faible ;
- 10-13 m = 0,1 pm = 100 fm, c'est une longueur d'onde commune pour un électron ;
- 10-12 m : 1 picomètre ; la longueur d'onde des rayons X les plus courts fait approximativement 5 pm ;
- 10-10 m = 0,1 nm = 1 Å : ordre de grandeur du rayon d'un atome (entre 0,25 Å pour l'hydrogène et 2,25 Å pour le césium) ; le rayon de Bohr a0 est de 0,529 177 210 8(18) × 10−10 m ;
- 10–9 m = 1 nm : ordre de grandeur de la distance interatomique dans un cristal ou une molécule ; rayon de la double hélice de l'ADN.

### Taille nanométrique:10–9m,10-8m,10-7m
Ordre de grandeur des plus petites espèces vivantes (de l'ordre de 1 nm à 1 µm, soit 10−9 à 10−6 m) :
- 10-8 m : les virus ont une taille allant de 20 à 300 nm[5]
- 10-7 m : la longueur d'onde de la lumière visible s'étend de 380 à 740 nm

### Taille micrométrique
Ordre de grandeur des cellules (de l'ordre de 1 µm à 1 mm, soit 10–6 à 10−3 m) :
- 10–6 m : l'extrémité de la trompe (proboscis) d'un moustique est inférieur à 1 µm[6]
- 10–6 m : une bactérie mesure de 0,1 à 10 µm[7]
- 10-4 m : un cheveu mesure entre 50 et 100 µm de diamètre[8]

### Taille humaine
Ordre de grandeur des longueurs courantes dans le domaine humain (de l'ordre de 1 mm à 1 km, soit 10-3 à 103 m) :
- 10-2 m = 1 cm :
  - ordre de grandeur de la plupart des insectes sociaux : fourmis (2,5 mm pour Martialis heureka[9],[10]), abeilles, termites ;
  - ordre de grandeur des composants électroniques.
- 100 m = 1 m :
  - un volume de 1 000 L est contenu dans un cube de 1 m d'arête ;
  - la taille humaine moyenne est d'environ 1,6 m pour une femme et 1,8 m pour un homme ;
  - dans une habitation française typique, la hauteur de plafond des pièces est d'environ 2,5 à 2,6 m.
- 101 m = 10 m :
  - sur certaines côtes, l'amplitude des marées peut atteindre 10 m ;
  - lors du séisme du 26 décembre 2004 dans l'océan Indien, certaines vagues ont atteint 15 m de hauteur.
- 102 m = 100 m :
  - 100 m est la longueur du côté d'un terrain de football ;
  - 115,5 m est la hauteur de l'arbre le plus haut du monde (Hyperion)[11].
  - 400 m est la circonférence d'un stade d'athlétisme[12].
  - le plus haut gratte-ciel, Burj Khalifa, fait 2 716,5 pieds = 828 m de haut[13].

### Taille planétaire
Ordre de grandeur des phénomènes géologiques (de l'ordre de 1 à 100 000 km, soit 103 à 108 m) :
- 103 m = 1 km :
  - altitude du mont Blanc : 4 806 m[14],
  - altitude de l'Everest : 8 849 m[15] ;
- 104 m = 10 km :
  - hauteur totale de l'édifice volcanique du Mauna Loa : environ 17 km[16],
  - la distance d'un marathon est d'exactement 42,195 km[17] ;
  - l'épaisseur de l'atmosphère terrestre est d'environ 90 km,
- 105 m = 100 km :
  - La station spatiale internationale ISS se trouve à environ 425 km d'altitude.
  - Le diamètre d'Encelade, satellite de Saturne, est de 504 km.
- 106 m = 1 000 km :
  - Le diamètre de Thétys, un des plus grands satellites de Saturne, est de 1 060 km.
- 107 m = 10 000 km :
  - rayon de la Terre à l'équateur : 6 378,1 km[18].
  - le rayon de l'orbite géostationnaire est de 35 786 km.
  - circonférence de la Terre : environ 40 075 km[19].

### Taille interplanétaire
Ordre de grandeur des distances entre planètes dans le système solaire (de l'ordre de 100 000 km à dix milliards de kilomètres, soit 108 à 1013 m) :
- 108 m = 100 000 km :
  - distance parcourue par la lumière en une seconde : 299 792 458 m[20];
  - distance moyenne entre la Terre et la Lune : 384 400 km[21].
- 109 m = 1 million de km :
  - diamètre du Soleil : 1 392 684 km
- 1011 m = 100 millions de kilomètres :
  - distance moyenne entre la Terre et le Soleil : 150 millions de kilomètres, soit 1 ua[22].
- 1012 m = 1 milliard de kilomètres :
  - demi-grand axe de l'orbite de Pluton : 5,9 milliards de kilomètres[23], soit 39,5 ua.
- 1013 m = 10 milliards de kilomètres :
  - rayon du système solaire : 18 milliards de kilomètres, soit 120 ua. On considère que la frontière extérieure du système solaire est l'héliopause.
  - demi-grand axe de Sedna : 78,45 × 109 km, soit 515 ua. Un des objets connus du Système solaire les plus lointains.

### Taille interstellaire
Ordre de grandeur des distances entre les étoiles dans notre Galaxie (de l'ordre de 1016 m) :
- une année-lumière, la distance parcourue par la lumière en une année, vaut 9 460 800 000 000 km, soit environ 9,5 × 1015 m, soit environ 63 000 ua ;
- un parsec vaut environ 3,18 × 1016 m ou 3,26 années-lumière, soit à peu près 206 000 ua ;
- Proxima du Centaure, l'étoile la plus proche du Soleil, se trouve à environ 4 × 1016 m (1,3 parsec, 4,28 années-lumière)[24].

### Taille intergalactique
Ordre de grandeur des distances galactiques (supérieures à 1018 m) :
- 1019 m :
  - la Voie lactée a une épaisseur de 1 500 années-lumière (1,4 × 1019 m) ;
- 1020 m :
  - le Soleil se trouve à 28 000 années-lumière du centre de la Voie lactée (2,6 × 1020 m)[25] ;
- 1021 m :
  - la Voie lactée a un diamètre de 100 000 années-lumière (9,5 × 1020 m))[26] ;
- 1022 m :
  - la galaxie d'Andromède se trouve à 2,36 millions d'années-lumière de la Voie lactée (2,2 × 1022 m) ;
- 1025 m :
  - Taille approximative du Grand Mur de Sloan, 3e plus grand superamas de l'univers ;
- 1026 m :
  - la plus grande distance observable dans l'univers est d'environ 13,7 × 109 années-lumière (1,3 × 1026 m).

## Graphique

Échelles de tailles du vivant.